# Cuatro nobles verdades
Las cuatro nobles verdades son consideradas como el fundamento central de las enseñanzas de Buda. Su importancia fundamental se refleja en el hecho de que se encuentra presente en todas o casi todas las tradiciones o escuelas budistas desde las primeras escuelas del budismo temprano hasta la actualidad. Las distintas versiones que puedan encontrarse de las cuatro nobles verdades siguen en general el mismo contenido y forma, sugiriendo que provienen todas de una misma fuente original de enseñanzas. La mayoría de los estudiosos de las distintas fuentes budistas (en idiomas pali, sánscrito, chino y tibetano) concuerdan en la opinión general de que un registro en idioma pali pudo con mayor verosimilitud ser la fuente original de esta enseñanza.
Debido a la complejidad y extensión del tema de las cuatro nobles verdades, se hace difícil expresar en pocas palabras cuál es el tema de esta enseñanza. Cada autor, erudito y comentador lo expone desde varios puntos de vista que pueden ser igualmente válidos. El Venerable Ajahn Sumedho resume el tema de las cuatro nobles verdades de la siguiente manera: “que la infelicidad de la humanidad puede ser vencida por medios espirituales”.
En resumen, las cuatro nobles verdades son: (1) la verdad del malestar, (2) la verdad de la causa del malestar, (3) la verdad del cese o extinción de la causa del malestar, y (4) la verdad del camino que conduce a la extinción del malestar. En los textos en páli la palabra clave es dukkha, término general para “malestar”, siendo el antónimo de sukha (bienestar). En las diversas traducciones, la palabra dukkha es traducida por una variedad de términos similares: dolor, sufrimiento, pena, aflicción, angustia, estrés, insatisfacción, descontento, etc, mientras que sukha es traducido como felicidad, dicha, placer, alegría.
Las distintas tradiciones budistas otorgan un puesto central a las cuatro nobles verdades en el sentido en que ellas representan la iluminación misma o Despertar (bodhi) del Buda Gautama, el iniciador o fundador del budismo. Como lo resume Jean Boisselier, el conocimiento de las cuatro nobles verdades es lo que convirtió al príncipe Siddharta Gautama en el Buda, el Despierto:
“A partir de este momento [la tercera vigilia en la noche de su iluminación, el Buda] posee las Cuatro Nobles Verdades ―verdad sobre el dolor, verdad sobre el origen del dolor, verdad sobre el cese del dolor, verdad sobre la vía óctuple (cuyas ocho ramas simbolizan el logro de las ocho perfecciones) que conduce al cese del dolor―, y por tal hecho se convierte en Buda”.

## Origen de las cuatro nobles verdades

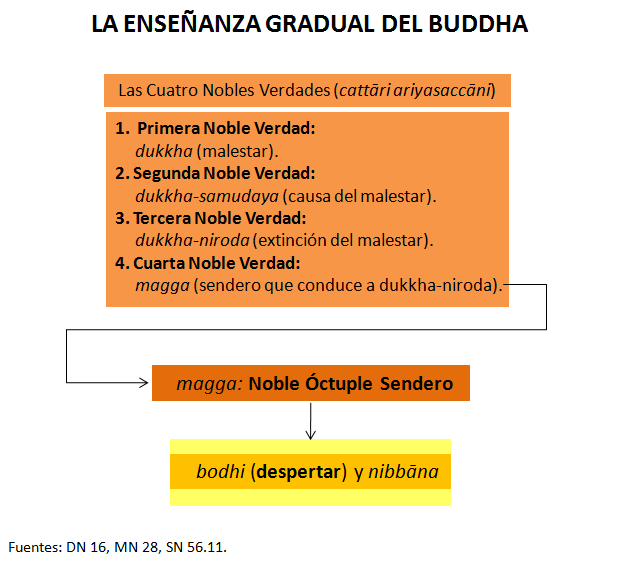
Las cuatro nobles verdades según las escrituras del Canon Páli.

Según los registros más antiguos de las escrituras budistas, las cuatro nobles verdades son mencionadas y explicadas en una variedad de sutta (discursos). Por ejemplo, en el Canon Páli, las cuatro nobles verdades son mencionadas y/o explicadas en los discursos números  16 del Digha Nikaya, el número 28 del Majjhima Nikaya y el número 56.11 del Samyutta Nikaya. Sin embargo, parece haber un consenso general en aceptar que el discurso número 56.11 del Samyutta Nikaya registra la primera vez que el Buda expuso la enseñanza de las cuatro nobles verdades.
Este discurso es conocido como Primer Sermón de Benarés, siendo pronunciado, según el Canon Páli, en la ciudad de Varanasi (en páli), actual Benarés. En conmemoración a este acontecimiento se festeja el Chokhor Duchen. Este sermón es también llamado “la puesta en movimiento de la rueda de la ley”, expresión que aparece tanto en el Lalitavistara como en los comentarios en idioma páli. El sermón o discurso número 56.11 del Samyutta Nikaya de hecho se titula en páli Dhammacakkappavattana Sutta, lo cual se traduce literalmente como Discurso (sutta) de la Puesta en movimiento (pavattana) de la Rueda (cakka) de la Dhamma. El contexto de este discurso se sitúa en el momento en que el Buda ha logrado ya el Despertar y decide enseñarlo a los cinco ascetas con los cuales practicó ciertos ejercicios meditativos antes del logro de la iluminación. A esto se refiere la expresión “el Sublime se dirigió al grupo de los cinco monjes” que se lee al comienzo del Dhammacakkappavattana Sutta.
El nombre de las cuatro nobles verdades en idioma páli (cattári ariyasaccáni) sugiere que las cuatro verdades son nobles porque pertenecen a o son conocidas por los Sujetos Nobles (ariya), aquellos que han logrado alguno de los cuatro niveles del Despertar. El adjetivo sacca, que usualmente es traducida como “verdadero/a”, también significa “real”, sugiriendo que las cuatro verdades no son declaraciones filosóficas categóricas del Buda en el sentido de que sólo ellas son la verdad, o sólo ellas son verdaderas, sino de que son la realidad, la experiencia real o verdadera, de los Sujetos Nobles.

## Las cuatro nobles verdades en elDhammacakkappavattana Sutta
En los textos en idioma páli, las cuatro nobles verdades son las siguientes. Es importante resaltar que el Buda explica cada una de ellas con más detalle y extensión en otros discursos del Canon y que además los contenidos de cada una de ellas se entienden en el marco general de la teoría budista del renacimiento (bhava) y del kamma (karma en sánscrito).
1- La verdad de dukkha: El malestar en todas sus formas (dolor, sufrimiento, pena, aflicción, angustia, estrés) es inherente a la existencia en el mundo, es decir, en cualquiera de los 31 planos de existencia de samsára:

Esta, oh monjes, es la Noble Verdad del Sufrimiento. El nacimiento es sufrimiento, la vejez es sufrimiento, la enfermedad es sufrimiento, la muerte es sufrimiento. La pena, el lamento, el dolor, la aflicción, la tribulación son sufrimiento. Asociarse con lo indeseable es sufrimiento, separarse de lo deseable es sufrimiento, no conseguir lo que uno desea es sufrimiento. En una palabra, los cinco agregados de apego a la existencia son sufrimiento.

Esta declaración no niega la felicidad o la dicha (sukha) que son posibles en la existencia: sólo señala en detalle dónde se encuentra dukkha en la existencia mundana. Los cuatro primeros procesos son frecuentemente mencionados por el Buda en otros textos como una descripción general de la existencia mundana: nacer, envejecer, enfermar, morir. Las siguientes tres situaciones tienen que ver con los venenos mentales del deseo (lobha) y del odio (dosa) y las expectativas que la mente no-despierta construye a partir de ellos: estar unido a lo que se desprecia u odia, estar separado de lo que se aprecia o ama, no obtener lo que deseamos. La expresión “cinco agregados de adherencia” se refiere a la noción pañcakkhanda, también traducido como cinco agregados de apego y cinco agregados de existencia, se refiere en la filosofía del Buda a los cinco conjuntos de procesos psicofísicos que constituyen lo que llamamos un ser humano. La característica dukkha es también inherente a estos cinco agregados.
2 - La verdad de la causa (samudaya) de dukkha: La palabra clave en la segunda verdad es el término tanhá, que generalmente es traducido como deseo pero que significa también sed, lujuria y apego. El Buda menciona aquí además tres tipos específicos de tanhá:

Esta, oh monjes, es la Noble Verdad del Origen del Sufrimiento. Es este deseo que genera nueva existencia, que asociado con placer y pasión se deleita aquí y allí. Es decir, el deseo sexual, el deseo por la existencia y el deseo por la no existencia.

El deseo o sed sexual es kama-tanhá (no confundir kama, sexualidad, con kamma, acción intencional): es el deseo o lujuria asociada con los seis “objetos” de los sentidos (visión, audición, olfato, gusto, tacto e intelecto). El deseo o sed por la existencia es bhava-tanhá: es el deseo por nacer y renacer, por ser esto o aquello, por vivir o existir en determinado plano de existencia. Y el deseo por la no-existencia es vibhava-tanhá: es el deseo por la aniquilación del ser y de la existencia presente del ser, el deseo por acabar con esto o aquello, por terminar la existencia. El deseo sexual y el deseo por la existencia conducen al aferramiento, al apego. El deseo por la no-existencia no conduce al apego pero sí conduce a una actitud destructiva ante la vida, lo cual, según Buda, también produce más renacimiento (bhava) y más malestar (dukkha) para el ser en el futuro.
3 - La verdad de la extinción (nirodha) de dukkha: Al determinar la causa del malestar de la existencia, podemos exterminar esa causa, con lo cual cesa su efecto. Si la causa de dukkha es tanhá, entonces la extinción de dukkha viene lógicamente con la extinción de tanhá:

Esta, oh monjes, es la Noble Verdad de la Cesación del Sufrimiento. Es la total extinción y cesación de ese mismo deseo, su abandono, su descarte, liberación, no dependencia.

La extinción del deseo viene con un largo y delicado proceso de estudio, contemplación, evaluación de la realidad, reflexión y meditación. Para esto el Buda enseñó una gran cantidad de prácticas éticas y de ejercicios mentales y espirituales para lograr la extinción adecuada y correcta de tanhá. Sin embargo, la palabra clave detrás de la tercera noble verdad no es tanto extinción sino nibbána (nirvana en sánscrito): el estado supremo de extinción total y definitiva de los tres venenos mentales (avaricia, odio, e ignorancia). Nibbána, que significa “fuego extinguido”, no es la extinción del ser o la no-existencia: es un estado de liberación suprema donde el ser ya no vuelve a renacer otra vez en samsára. Todo en samsára es perecedero (anicca) y causante de malestar (dukkha), pero más allá de samsára (“la Otra Orilla”, como lo llama el Buda) existe el estado de nibbána, que es no-perecedero y causa de dicha suprema. Esta verdad de hecho contiene el punto más importante de toda la enseñanza del Buda, puesto que nibbána es el objeto y el fin de toda esta Enseñanza y Disciplina. Lo Supremo (nibbána) es de hecho lo que da sentido y propósito a toda la filosofía y religión del Buda, siendo la cuarta noble verdad nada más que el entrenamiento que conduce a ello.
4 - La verdad del sendero (magga) que conduce a la extinción de dukkha: La última noble verdad resume el programa de entrenamiento que el Buda enseñó para lograr la extinción de dukkha y alcanzar el estado de nibbána:

Esta, oh monjes, es la Noble Verdad del Sendero que conduce a la Cesación del Sufrimiento. Simplemente este Óctuple Noble Sendero; es decir, Recto Entendimiento, Recto Pensamiento, Recto Lenguaje, Recta Acción, Recta Vida, Recto Esfuerzo, Recta Atención y Recta Concentración.

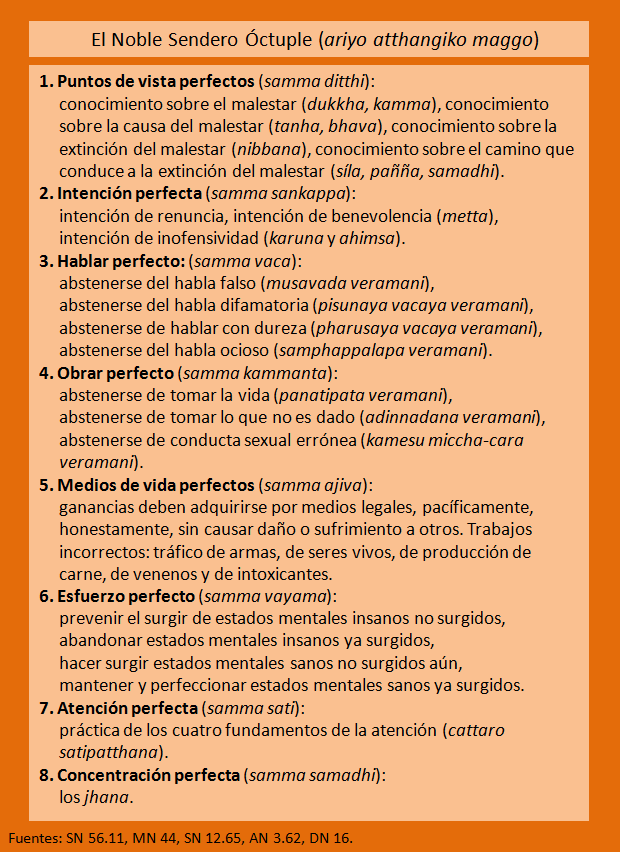
El Noble Óctuple Sendero según las escrituras del Canon Páli.

Éste es el célebre Óctuple Sendero, por estar constituido de ocho factores. El adjetivo páli sammá que antecede a cada uno de los factores tiene diversas traducciones, todas válidas: recto, correcto, perfecto, armonioso, hermoso. El adjetivo sammá significa algo completo, perfecto, hermoso, sin falta, sin roturas. Esto sugiere que el Buda vio los ocho factores del sendero no como una declaración moral categórica del tipo “esto es correcto y todo lo demás es incorrecto” sino como exposición de aquellos comportamientos, conductas y estados mentales que son hermosas, armoniosos, completos, perfectos en sí mismos. Sin embargo, también es cierto que los ocho factores son correctos en el sentido de que corrigen aquello que está desviado, que es inhábil, que es oscuro o torcido.
Tradicionalmente los ocho factores del noble sendero se dividen en tres secciones principales:
1. Sabiduría o discernimiento (pañña): Entendimiento Correcto (samma-ditthi), Aspiración Correcta (samma-sankappa).
2. Moralidad o virtud (sila): Habla Correcto (samma-vaca), Acción Correcta (samma-kammanta), Modo de Vida Correcto (samma-ajiva).
3. Concentración (samadhi): Esfuerzo Correcto (samma-vayama), Atención Correcta (samma-sati), Concentración Correcta (samma-samadhi).

En el Dhammacakkappavattana Sutta no se explica en detalle qué significan cada uno de los ocho factores del noble sendero óctuple. Dicha explicación detallada aparece en otros discursos, como por ejemplo en el número 45.8 del Samyutta Nikaya (Maggavibhanga Sutta, Discurso con el análisis del Sendero) donde los ocho factores son explicados de la siguiente manera:
1. Puntos de vista perfectos: conocimiento sobre el malestar (dukkha, kamma), conocimiento sobre la causa del malestar (tanha, bhava), conocimiento sobre la extinción del malestar (nibbana), conocimiento sobre el camino que conduce a la extinción del malestar (síla, pañña, samadhi).
2. Intención perfecta: intención de renuncia (nekkhama), intención de benevolencia (metta), intención de inofensividad (karuna y ahimsa).
3. Hablar perfecto: abstenerse del habla falso (musavada veramani), abstenerse del habla difamatoria (pisunaya vacaya veramani), abstenerse de hablar con dureza (pharusaya vacaya veramani), abstenerse del habla ocioso (samphappalapa veramani).
4. Obrar perfecto: abstenerse de tomar la vida (panatipata veramani), abstenerse de tomar lo que no es dado (adinnadana veramani), abstenerse de conducta sexual errónea (kamesu miccha-cara veramani).
5. Medios de vida perfectos: ganancias deben adquirirse por medios legales, pacíficamente, honestamente, sin causar daño o sufrimiento a otros. Trabajos incorrectos: tráfico de armas, de seres vivos, de producción de carne, de venenos y de intoxicantes.
6. Esfuerzo perfecto: prevenir el surgir de estados mentales insanos no surgidos, abandonar estados mentales insanos ya surgidos, hacer surgir estados mentales sanos no surgidos aún, mantener y perfeccionar estados mentales sanos ya surgidos.
7. Atención perfecta: práctica de los cuatro fundamentos de la atención (cattaro satipatthana). Esto es contemplación del cuerpo, contemplación de las sensaciones en sí mismas, contemplación de la mente en sí misma, y contemplación de las cualidades mentales en sí mismas.
8. Concentración perfecta: los cuatro jhana, absorciones meditativas, que son, el primer jhana (éxtasis y placer nacidos de la renuncia, acompañados de pensamiento dirigido y evaluación), el segundo jhana (éxtasis y placer nacidos de la concentración, unificación de la consciencia libre del pensamiento dirigido y la evaluación; seguridad interna), el tercer jhana (del que los Nobles declaran: “Ecuánime y atento, tiene una morada placentera”), y el cuarto jhana (la pureza de la ecuanimidad y la atención, ni placer ni dolor).

## Otras interpretaciones y tradiciones
Las Cuatro Nobles Verdades expresan la orientación básica del Budismo refiriéndose a que codiciamos y nos inclinamos a apegarnos a estados pasajeros y cosas que son incapaces de satisfacernos y son dolorosas (dukkha). Este afán nos mantiene en samsara, el ciclo sin final de repetido renacer y morir y el dukkha que ello conlleva. Hay, sin embargo, una forma de finalizar con este ciclo, llegando al Nirvana (espiritualidad), donde termina el apego y donde el renacimiento y el dukkha no reaparece. Esto es posible lograrlo siguiendo el Noble camino óctuple, restringiendo nuestras adherencias, cultivando la disciplina y practicando la meditación.
En forma resumida, las cuatro nobles verdades son dukha, samudaya (ascensión o ir juntos), nirodha (cesación) y marga, el camino hacia la cesación.
En los Sutras (budismo), los textos religiosos budistas, las cuatro verdades tienen una función simbólica, así como también una proposición. Representan el despertar y la liberación del Buddha, pero también describen los métodos para las personas sensibles de liberarse de la adhesión al materialismo. En las escrituras del Pal Canon, las cuatro verdades aparecen como una red de enseñanzas, como parte de la Dharma que deben aprenderse en forma conjunta. Proveen éstas, la base conceptual para introducir y explicar el pensamiento Budista, el cual debe ser entendido completamente y practicado.
La función de las cuatro nobles verdades y su importancia, se desarrollaron a través del tiempo, cuando la visión liberadora (Prajñāpāramitā-sūtra) obtuvo un puesto prominente en los Sutras y las cuatro verdades vinieron a representar esta visión liberadora, como parte de la iluminada historia de Buddha.
Las cuatro verdades adquirieron particular importancia en la tradición Theravada del budismo, indicando que su simple conocimiento es liberador por sí mismo. Son, sin embargo, menos prominentes en la tradición Mahāyāna, que considera que el Camino Bodhisativa (la gran espontánea compasión) es el elemento central de sus enseñanzas y prácticas. La tradición del Mahāyāna interpreta las cuatro verdades para explicar como una persona liberada puede ser todavía un operativo omnipresente en este mundo. Los eruditos occidentales que exploraron los conceptos budistas en el siglo XIX, así como el Modernismo Budista, consideran que las cuatro verdades son las enseñanzas básicas y centrales del Budismo.
Algunos profesores contemporáneos tienden a explicar las Cuatro Nobles Verdades desde un punto de vista psicológico, indicando que dukha significa la angustia mental en adicción al dolor físico de la vida, interpretando que las cuatro verdades es el camino para lograr la felicidad. En el contemporáneo movimiento Vipassana, este concepto emerge del budismo Theravada, que indica que la libertad y la búsqueda de la felicidad son los principales objetivos, no el fin del renacimiento, que apenas se menciona en sus enseñanzas.